# Lápiz de color

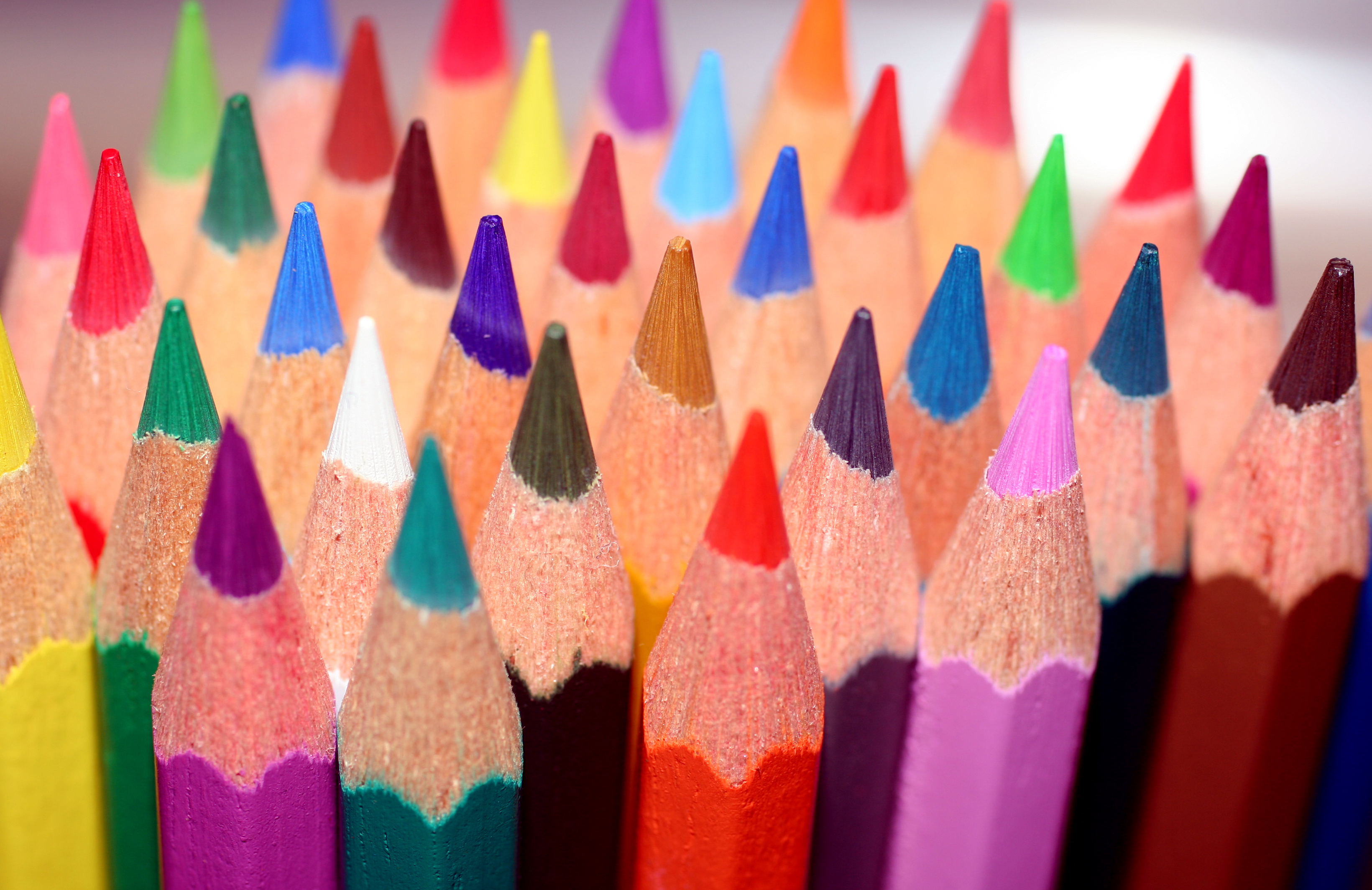
Lápices de colores

Un lápiz de color es un material de arte formado por una mina pigmentada, encerrada dentro de una funda cilíndrica de madera. Al contrario de los lápices de grafito y carbón vegetal, la mina de los lápices de color está hecha a base de cera o aceite, que contiene proporciones variables de pigmentos, aditivos y aglutinantes. También se fabrican lápices con minas solubles en agua (acuarela) y lápices pastel, así como minas de color para portaminas.

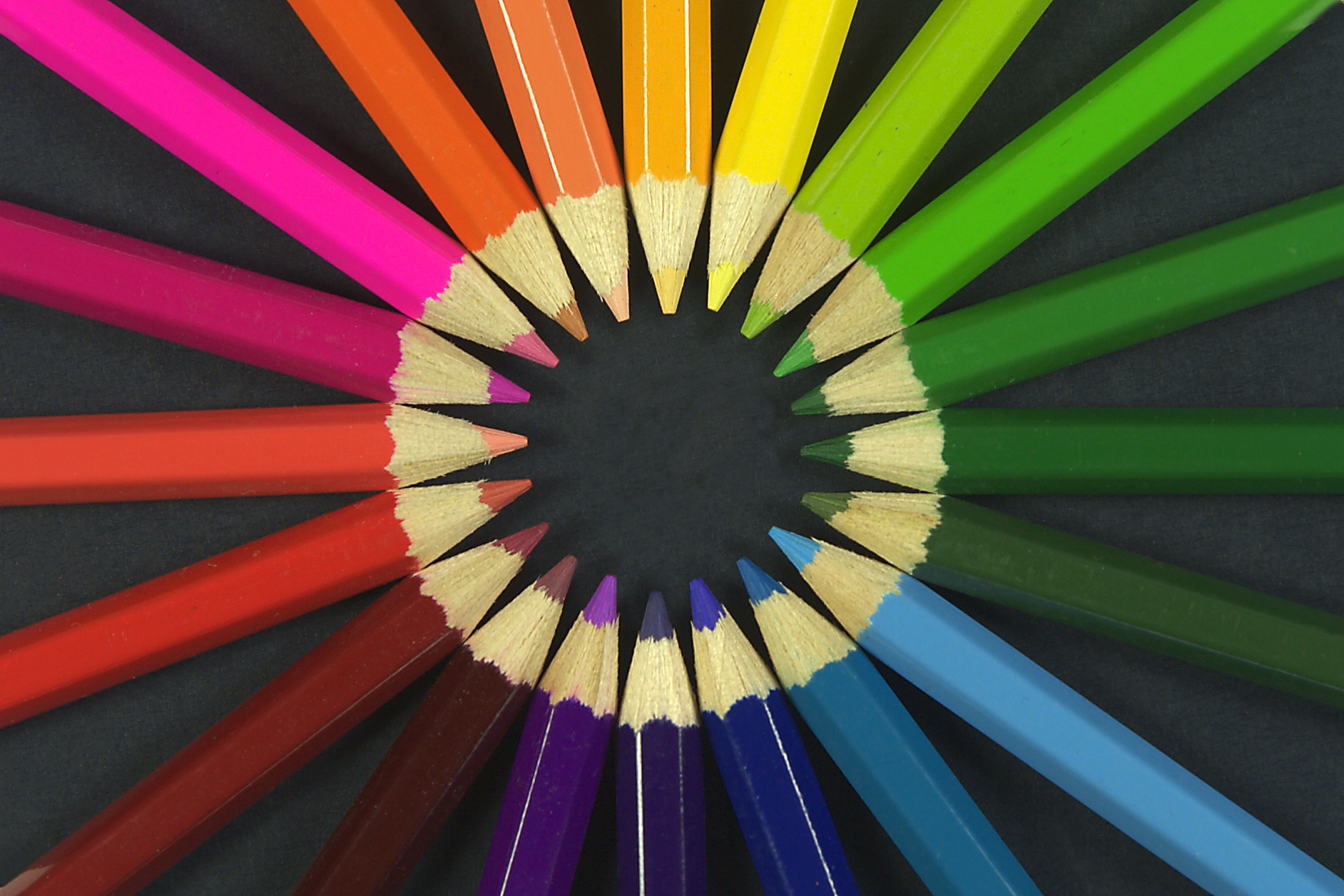
Círculo cromático con lápices de colores

Los lápices de color varían enormemente en términos de calidad y utilidad; la concentración de pigmentos en la mina, la fotoresistencia de los pigmentos, la durabilidad del lápiz de color y la suavidad de la mina son algunos indicadores de la calidad de una marca y, en consecuencia, de su precio. En general no existe una diferencia de calidad entre los lápices de color con minas a base de cera/aceite y aquellos con minas solubles en agua, aunque algunos fabricantes indican que sus lápices acuarela son menos luminosos que aquellos con minas a base de cera/aceite. La creciente popularidad de los lápices de color como material de arte impulsó la creación de la Sociedad de Lápices de Color de Estados Unidos (Colored Pencil Society of America; CPSA). Según su página web, "[La CPSA] fue fundada en 1990 cómo una organización sin fines de lucro dedicada a los artistas mayores de 18 años que trabajan con lápices de color". La CPSA no solo promueve el dibujo con lápices de color cómo una bella arte, sino que también presiona para imponer estándares de fotoresistencia a los fabricantes de lápices de color. En otros países cómo el Reino Unido, Canadá, Australia y México - entre muchos más - se han formado organizaciones y sociedades para los artistas del lápiz de color.

## Historia

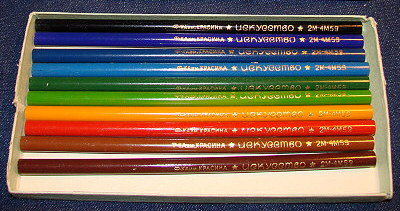
Lápices de color soviéticos en su caja.

La historia del lápiz de color no está del todo clara. Está bien documentado el uso de materiales de arte hechos de cera cómo los crayones, sin embargo, se remonta a la Grecia Clásica y más tarde fue documentado por el erudito romano Plinio el Viejo. Los materiales de arte hechos de cera fueron apreciados por los artistas durante siglos, debido a su resistencia a la degradación, la vivacidad y brillantez de sus colores y sus singulares calidades de registro. Aunque los lápices de color fueron previamente empleados para "revisar y marcar" durante décadas, no fue sino hasta inicios del siglo XX que se produjeron lápices de color de calidad artística. Entre los fabricantes que empezaron a producir lápices de color de calidad artística figuran Faber-Castell en 1908 y Caran d’Ache en 1924, seguidos por Berol Prismacolor en 1938. Otros fabricantes notables son Cretacolor, Derwent, Koh-i-Noor Hardtmuth, Lyra, Schwan Stabilo y Staedtler.

## Tipos
Se fabrican varios tipos de lápices de color, tanto para usos artísticos cómo para usos prácticos.

### De calidad artística
Las minas de los lápices de color de calidad artística están llenas con mayores concentraciones de pigmentos de alta calidad que los lápices de color de calidad estudiantil. Su fotoresistencia - a los rayos ultravioleta del sol - también está medida y documentada. La durabilidad de la mina, su resistencia a roturas y al agua, así como la popularidad de su marca, también son características notables de los lápices de color de calidad artística. Los lápices de color de calidad artística tienen las mayores gamas de colores; los juegos de 72 colores son muy comunes y existen varias marcas que ofrecen juegos de 120 colores o más. Usualmente también se venden cómo lápices individuales.

### De calidad estudiantil y escolar
Muchas de las empresas que producen lápices de color de calidad artística, también ofrecen lápices de color de calidad estudiantil y de calidad escolar. Por lo general, en los lápices de color de éstas calidades no se incluye el nivel de fotoresistencia. La composición de la mina y la proporción de pigmento-aglutinante varían entre los lápices de color de calidad artística y de calidad estudiantil, incluso cuando son producidos por la misma empresa. Ya que están destinados para distintos usuarios, los lápices de color de calidad estudiantil y de calidad escolar no tienen los pigmentos de alta calidad y los estándares de fotoresistencia de los lápices de color de calidad artística. Además su gama de colores es más pequeña, con frecuencia limitada a 24 o 36 colores.
Sin embargo, el uso de lápices de color de menor calidad tiene sus ventajas. Algunas empresas ofrecen lápices de color borrables para que los artistas principiantes experimenten con ellos. Además, por sus precios significativamente menores, los lápices de color de calidad estudiantil son ideales para alumnos de primaria. Los fabricantes de lápices de color adecuan sus productos - y precios - a grupos de distinta edad y habilidades. 

### Minas de color para portaminas
Aunque no son tan usuales cómo las minas de grafito para portaminas, algunas empresas también ofrecen minas de color. Actualmente, existe una gama muy limitada de minas de color.

### Lápices acuarela
Los lápices acuarela, también conocidos cómo lápices solubles en agua, son un material de arte versátil. Los lápices acuarela pueden emplearse secos -cómo lápices de color convencionales- o se les puede aplicar agua para obtener el efecto de acuarela deseado. Para aplicar agua, el artista aplica primera el pigmento seco sobre el papel, para luego pasarle un pincel húmedo a fin de intensificar y esparcir los colores. Esta técnica también puede emplearse para mezclar colores, con muchos artistas aplicando ambas técnicas en una sola obra de arte. Los lápices acuarela de calidad artística usualmente vienen con una variedad de 60 o 72 colores, algunos con 120 colores.

### Lápices pastel
Los lápices pastel tienen una mina similar a los pasteles. Su ventaja es que pueden afilarse hasta obtener una punta fina, por lo que son útiles para añadir detalles en dibujos al pastel

### Lápices de colores a base de aceite
Los lápices de colores a base de aceite representan una revolución en el mundo del arte. Estos lápices, impregnados de un aceite especial en lugar de cera, ofrecen un color vibrante y una textura suave, permitiendo a los artistas desatar su creatividad con gran libertad. Con su capacidad para mezclar y superponer colores sin esfuerzo, estos lápices de colores son esenciales para cualquier artista.
La clave de los lápices a base de aceite radica en su composición única. El aceite proporciona una aplicación suave y continua, eliminando la textura grumosa que a menudo se encuentra en los lápices de colores a base de cera. Además, su resistencia a la decoloración garantiza que tus obras de arte mantengan su esplendor durante mucho tiempo.
Los lápices de colores a base de aceite son una elección excepcional para aquellos que buscan versatilidad y durabilidad en su material de arte. Con su gama de colores y texturas, estos lápices ofrecen un mundo de posibilidades para los artistas de todas las edades y niveles de habilidad.

## Técnicas
Los lápices de color pueden emplearse en combinación con varios materiales de dibujo. Cuando son empleados individualmente, existen dos principales técnicas de registro que son empleadas por los artistas del lápiz de color.  

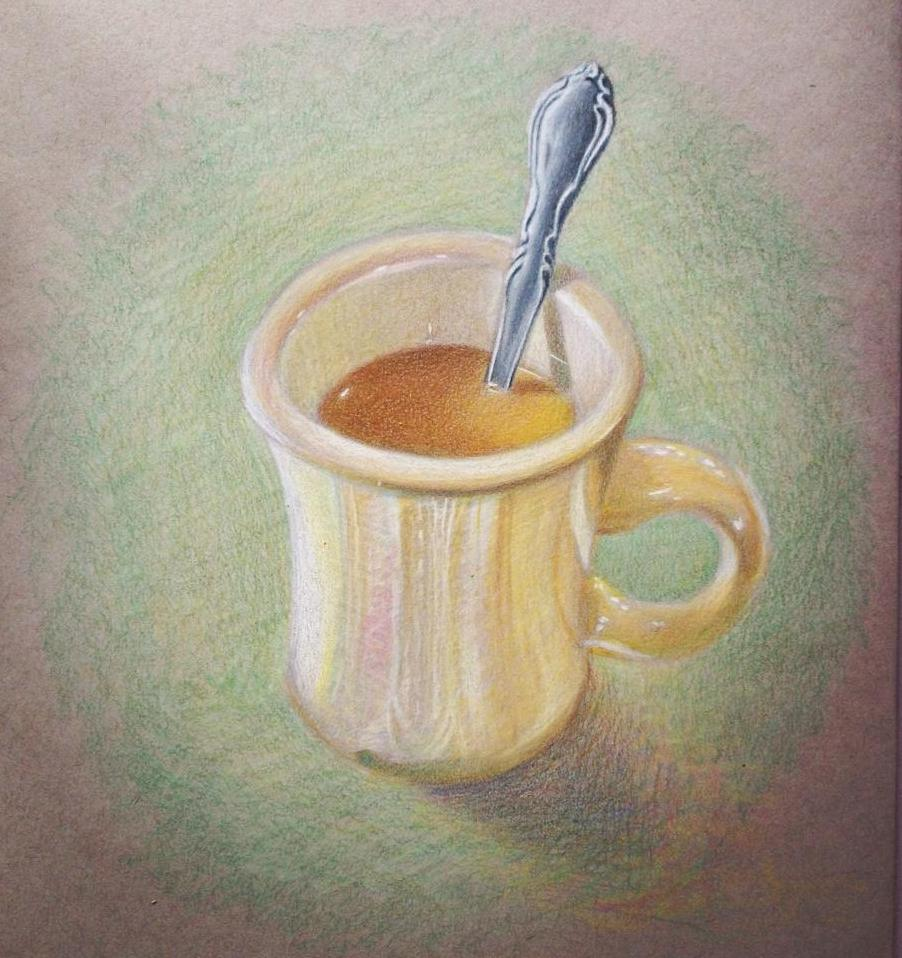
Dibujo con lápiz de color que muestra la técnica de sombreado en la taza y la técnica de superposición en la cuchara.

- El sombreado es generalmente empleado en las etapas iniciales de un dibujo con lápices de color, pero también puede usarse en toda la obra. Al sombrear, los tonos se forman gradualmente aplicando varias capas de colores primarios. Los dibujos sombreados generalmente exponen el diente del papel y se caracterizan por un acabado granular e irregular.[13]
- La superposición es una técnica aditiva en la cual un mezclador sin color o un lápiz de color claro es aplicado con firmeza sobre un dibujo ya sombreado. Esto produce una superficie brillante de colores combinados que se introduce profundamente en el grano del papel.[14]